# Naruebet Udsa
Naruebet Udsa (thailändisch นฤเบศ อุตส่าห์, * 26. März 1999) ist ein thailändischer Fußballspieler.

## Karriere
Naruebet Udsa stand bis Saisonende 2020/21 beim Ayutthaya FC unter Vertrag. Der Verein aus Ayutthaya spielte in der dritten Liga. Hier trat Ayutthaya zuletzt in der Western Region an. Zur Saison 2021/22 schloss er sich dem ebenfalls in Ayutthaya beheimateten Zweitligisten Ayutthaya United FC an. Sein Zweitligadebüt gab Naruebet Udsa am 10. September 2021 (1. Spieltag) im Heimspiel gegen den Chainat Hornbill FC. Hier wurde er in der 80. Minute für Thatchapol Chai-yan eingewechselt. Ayutthaya gewann das Spiel 5:3. Für den Zweitligisten bestritt er 24 Ligaspiele. Zu Beginn der Saison 2022/23 unterschrieb er im Juni 2022 einen Vertrag beim Drittligisten Koh Kwang FC. Mit dem Verein aus Chanthaburi spielte er neunmal in der Eastern Region der Liga. Nach der Hinrunde wechselte er im Januar 2023 zum in der Bangkok Metropolitan Region spielenden Drittligisten Nonthaburi United S.Boonmeerit FC. Nach zehn Drittligaspielen wechselte er im Sommer 2023 in die Western Region. Hier schloss er sich in Saraburi dem Saraburi United FC an. Mit dem Klub bestritt er 17 Ligaspiele. Nach einer Spielzeit wechselte er im August 2024 zum Zweitligisten Suphanburi FC. Am Ende der Saison 2024/25 musste er mit Suphanburi in die dritte Liga absteigen.